# Близнючки Белла
Бріанна Монік Гарсія-Коласа (Данієльсон) (англ. Brianna Monique Garcia-Colace(Danielson)) і Ніколь Стефані Гарсія-Коласа (англ. Nicole Stephanie Garcia-Colace, нар. 21 листопада 1983) — американська команда в рестлінгу, що виступала у WWE і складалася із сестер-близнчок Брі Белла і Ніккі Белла (справжні імена Бріанна Монік Деніелсон і Стефані Ніколь Гарсіа-Коласе, англ. Brianna Monique Danielson, Stephanie Nicole Garcia-Colace). Кожна із сестер є колишньою чемпіонкою WWE серед Див. Брі — перша близнючка в історії WWE, яка завоювала цей титул. Ніккі завойовувала титул двічі і залишається найтривалішою його володаркою (утримувала титул протягом 301 дня).
У 2020 році «Близнючки Белла» включені до Зали слави WWE. Близнючки лише час від часу з’являлися в WWE протягом останніх кількох років, але діяли в якості амбасадорок компанії до закінчення терміну дії їхніх контрактів у 2023 році. Після цього вони відмовилися від імені «Белла» та знову представилися як «Близнючки Гарсія». «Гарсія» було їхнім дошлюбним прізвищем.

## Особисте життя

### Брі
З 11 квітня 2014 року одружена з рестлером WWE Денієлом Браяном, з яким зустрічалася 3 роки до весілля. У шлюбі народила двох дітей — дочка Берді Джо Браян (нар. 9 травня 2017) та син Бадді Десерт Браян (нар. 1 серпня 2020)

### Ніккі
З 2004 по 2007 рік була одружена зі своїм шкільним коханим, але шлюб був анульований.  
З 2012 до 2018 року Белла зустрічалася з рестлером WWE Джоном Сіною. Вони розірвали заручини менше ніж за 3 тижні до запланованого весілля. 
З січня 2019 року зустрічається з танцюристом Артемом Чигвінцевим. 3 січня 2020 року вони оголосили про заручини. У пари є син — Маттео Артемович Чигвінцев (нар. 31 липня 2020).

## Титули та досягнення
Pro Wrestling Illustrated
- №16 у списку 50 жінок-рестлерок 2014 року (Брі)[5]
- №1 у списку 50 жінок-рестлерок 2015 року (Ніккі)[5]

Rolling Stone
- Найпрогресуючий рестлер року (2015) — Ніккі Белла
- Діва року (2015) — Ніккі Белла[6]

Wrestling Observer Newsletter
- Найгірший матч року (2013) Total Divas (Наталія, Наомі, Кемерон, Ніккі Белла, Брі Белла, Єва Марі та Джо-Джо) проти Справжніх див (Ей Джей, Таміни, Кейтлін, Рози Мендес, Аліші Фокс, Аксани та Саммер Рей) 24 листопада
- Найгірша ворожнеча року (2014) Ніккі Белла проти Брі Белли
- Найгірша ворожнеча року (2015) Team PCB проти Team B.A.D. проти Team Bella

World Wrestling Entertainment / WWE
- Чемпіонка WWE серед Дів (3 рази) — Брі (1), Ніккі (2) [17]
- Slammy Award у номінації Діва року (2013) — Брі та Ніккі Белла
- Slammy Award у номінації Пора року (2013) — Брі Белла та Денієл Браян
- Slammy Award у номінації Пора року (2014) — Брі Белла та Денієл Браян
- Slammy Award у номінації Діва року (2015) — Ніккі Белла
- Зал слави WWE (2020)[1]